# Rupēs di Plutone
Segue una lista delle rupēs presenti sulla superficie di Plutone. La nomenclatura di Plutone è regolata dall'Unione Astronomica Internazionale; la lista contiene solo formazioni esogeologiche ufficialmente riconosciute da tale istituzione.
Le rupēs di Plutone portano i nomi di esploratori della Terra, dei mari e dei cieli.

## Prospetto
| Rupes      | Eponimo                                                 | Latitudine | Longitudine | Diametro |
| ---------- | ------------------------------------------------------- | ---------- | ----------- | -------- |
| Piri Rupes | Piri Reìs - Ammiraglio ottomano (c. 1465-c. 1553).      | 27,13° N   | 108,9° E    | 549 km   |
| Ride Rupes | Sally Ride - Prima astronauta statunitense (1951-2012). | 19,66° S   | 163,19° E   | 235 km   |